# Daniel Firman
 (juillet 2021).
Daniel Firman, né en 1966 à Bron, est un artiste français qui vit et travaille à Bordeaux et à New York.

## Biographie
Après des études aux Beaux-Arts de Saint-Étienne et d’Angoulême, il s’intéresse de près à la sculpture conventionnelle. À partir de 1998, il se tourne vers un langage formel unique en son genre.[réf. nécessaire]

## Œuvres (sélection)
- Würsa à 18 000 km de la terre, 2006-2008, taxidermie d'éléphant, collection Vranken-Pommery Monopole, Reims
- Nasutamanus, 2012, fibre de verre, polymère
- Loxodonta, 2017, résine polyuréthane souple, résine polyester, acier, fibre de verre
- Lucas, 2007 (œuvre présentée dans le cadre de « Dérive », exposition du prix Fondation d'entreprise Ricard 2007)

## Expositions (sélection)

### Expositions personnelles
- " La matière grise ", Musée d'art contemporain de Lyon, France, 2013
- " Backflip ", Galerie Emmanuel Perrotin, Paris, France, 2011
- " SSHH ", Biennale de Venise, Venise, Italie, 2009
- " Wûrsa (from 18 000 kilometers of the earth) ", Palais de Tokyo, Paris, France, 2008
- " Daniel Firman ", siege de Arte, en partenariat avec le FRAC Alsace, Strasbourg, France, 2008
- " Toucher : Coulé ", Le Grand Café, Saint-Nazaire, France, 2006
- " Push-pull ", école municipale des Beaux-Arts/galerie Édouard-Manet, Gennevilliers, France, 2005
- " OAP en 3 zones ", Abbaye Saint-André, Centre d’art contemporain de Meymac, France, 2002
- " Nature d’un lieu (à propos d’un Ecart) ", Frac Bourgogne, Dijon, France, 1999
- " Daniel Firman ", Espace d’Art Contemporain de la ville de Paris, France, 1995

### Expositions collectives (sélection)
- " The Transported man ", curator : Marc-Olivier Wahler, The Eli and Edythe Broad MSU Art Museum, Lansing, États-Unis, 2017
- " GOSH! IS IT ALIVE? ", ARKEN Museum for Moderne Kunst, Ishøj, Danemark, 2017
- " Dada est tatou ", GDM Galerie de Multiples, Paris, France, 2016
- " Escultura Hiperrealista ", Museo de Bellas Artes, Bilbao, Espagne, 2016
- " Le Cabaret au Salon ", curator Ami Barak, Le Beffroi, Salon de Montrouge, France, 2016
- " YOKO ONO Lumière de L’aube ", MAC Musée d’art contemporain, Lyon, France, 2016
- " 2000 + 15 (15 years after) ", Blue Project Foundation, Barcelone, Espagne, 2015
- " Et bien dansez maintenant! ", Centre d’art contemporain de Pontmain, France, 2015
- " Bonjour La France ", Curated by Sunhee Choi, Seoungnam Art Centre & Goyang Culture Foundation, Seongnam & Goyang, Corée du sud, 2015
- " G I R L ", curated by Pharell Williams, Galerie Perrotin, Paris, France, 2014
- " Happy Birthday Galerie Perrotin / 25ans ", TRIPOSTAL, Lille, France, 2014
- " Rob Pruitt’s Flea Market ", Monnaie de Paris, France, 2012
- " The Circus as a Parallel Universe ", Kunsthalle Wien, Austria, 2012
- " Néon. Who’s afraid of red yellow and blue? ", La Maison Rouge, Paris, France, 2012
- " Le sort probable de l’homme qui avait avalé le fantôme ", La Conciergerie, Paris, France Les monuments nationaux, Mnam Centre Georges Pompidou, Paris, France, 2009
- " The Hidden Land ", gallery Nettie Horn, London, Royaume-Uni, 2009
- " Château de Tokyo / Palais de Fontainebleau ", Château de Fontainebleau, France, 2008
- " Less is less, more is more that’s all ", Capc Musée d'art Contemporain, Bordeaux, France, 2008
- " Valeurs croisées ", les Ateliers de Rennes / Biennale d’art contemporain, Couvent des Jacobins, Rennes, France, 2008
- " Dérive ", Fondation d'entreprise Paul Ricard, curator Mathieu Mercier, Paris, France, 2007
- " De leur temps (2), Art contemporain et collections privées en France ", curator Hubert Besacier, Musée de Grenoble, France, 2007
- " Zone de Productivités concertées, volet 2 ", curator Frank Lamy, Mac/Val, Musée d’art contemporain du Val de Marne, France
- " Génération Picasso ", curator Anne-Pierre d’Albis-Ganem, stand Citroën FIAC 2006, Grand Palais, Paris, France, 2006
- " Chauffe Marcel ", curator Emmanuel Latreille, Frac Languedoc-Roussillon, Montpellier, France, 2006
- Nuit blanche, La Poste du Louvre, Paris, France, 2005
- " Fée maison ", invitation de Fabrice Hyber, la Briquetterie, Ciry-le-Noble, France, 2005

## Commentaire
« Daniel Firman est représentatif d'une nouvelle génération qui veut faire tomber du mur l'œuvre d'art et désacraliser la sculpture. Pour cela il l'allonge par terre dans l'idée de renvoyer à l'angoissante condition de l'humain. »